# Вулиця Поштова (Львів)
Вулиця Поштова — вулиця у Шевченківському районі міста Львова, в місцевості Голоско. Сполучає вулиці Варшавську з вулицями Молодіжною та вулиця Вишневою.

## Історія та забудова
Вулиця виникла на початку XX століття у складі передміського селища Голоско Мале та ще 1927 року отримала назву Почтова, можливо на цій вулиці в одному з будинків містилося поштове відділення. Після входження селища до меж міста 11 квітня 1930 року, вулиці колишнього села були перейменовані або ж новоутвореним вулицям надавалися певні назви, але назва Почтова залишилася без змін. Під час німецької окупації, у 1943—1944 роках змінила назву на Голоскер Постґассе. У липні 1944 року повернена передвоєнна, але вже уточнена назва вулиця Поштова і відтоді вулиця назви не змінювалася.
Забудована садибами 1930—1960-х років, також малоповерхова сучасна садибна забудова.